# Vonoklasy
Vonoklasy (en allemand : Wonoklas) est une commune du district de Prague-Ouest, dans la région de Bohême-Centrale, en République tchèque. Sa population s'élevait à 556 habitants en 2020.

## Géographie
Vonoklasy se trouve à 3,3 km au sud-ouest de Černošice et à 18,5 km au sud-ouest du centre de Prague.
La commune est limitée par Roblín au nord-ouest et au nord, par Třebotov au nord, par Černošice à l'est, par Dobřichovice au sud, et par Lety au sud-ouest.

## Histoire
La première mention écrite de la localité date de 1227.

## Transports
Par la route, Vonoklasy se trouve à 4,5 km de Černošice et à 23,5 km du centre de Prague.